# ألبرت بيرك
ألبرت بيرك (بالإنجليزية: Albert Burke)‏ هو لاعب كرة مضرب أيرلندي، ولد في 1901، وتوفي في نوفمبر 1958.